# Eli Kartan
Eli Žozef Kartan, ForMemRS (Француски: ; 9. april 1869 – 6. maj 1951) bio je uticajni francuski matematičar koji je temeljno radio u teoriji Lijevih grupa, diferencijalnim sistemima (geometrijska formulacija PDE bez koordinata) i diferencijalnoj geometriji. Takođe je dao značajan doprinos opštoj relativnosti, a indirektno i kvantnoj mehanici. On se smatra jednim  od najvećih matematičara dvadesetog veka.
Njegov sin Anri Kartan bio je uticajni matematičar koji je radio u oblasti algebarske topologije.

## Život
Eli Kartan je rođen 9. aprila 1869. u selu Dolomje, Izer, u porodici Žozefa Kartana (1837–1917) i Ane Kota (1841–1927). Žozef Kartan je bio seoski kovač; Eli Kartan se prisećao da je njegovo detinjstvo prošlo pod „udarcima nakovnja, koji su počinjali svakog jutra od zore”, i da je „njegova majka, u tim retkim minutama kada je bila slobodna od brige o deci i kući, radila sa kolovratom“. Eli je imao stariju sestru Žan-Mari (1867–1931) koja je postala krojačica; mlađeg brata Leona (1872–1956) koji je postao kovač radeći u očevoj kovačnici; i mlađu sestru Anu Kartan (1878–1923), koja je, delom pod Elijevim uticajem, ušla u Viši normalnu školu (kao što je Eli ranije učinio) i izabrala karijeru nastavnika matematike u liceju (srednjoj školi).
Godine 1903, dok je bio u Lionu, Kartan se oženio sa Mari-Luiz Bjankoni (1880–1950); iste godine, Kartan je postao profesor na Prirodno-matematičkom fakultetu Univerziteta u Nansiju. Godine 1904, rođen je Kartanov prvi sin Anri Kartan, koji je kasnije postao uticajni matematičar; 1906. godine rođen je još jedan sin Žan Kartan, koji je postao kompozitor. Godine 1909, Cartan je preselio svoju porodicu u Pariz i radio kao predavač na Fakultetu nauka na Sorboni. Godine 1912, Cartan je postao tamošnji profesor, na osnovu preporuke koju je dobio od Poenkarea. Ostao je na Sorboni do penzionisanja 1940. i proveo je poslednje godine svog života predajući matematiku na Višoj normalnoj školi za devojčice.

Kao Kartanov učenik, geometar Šing-Šen Čern je napisao:
Obično bih dan nakon [sastanka sa Kartanom] dobio pismo od njega. On bi rekao: „Nakon što si otišao, više sam razmišljao o tvojim pitanjima...“ — on je imao neke rezultate, još neka pitanja, i tako dalje. Znao je napamet sve ove radove o jednostavnim Lijevim grupama, Lijevim algebrama. Kada bi ga videli na ulici, kada bi se pojavila neka tema, izvukao bi neku staru kovertu, napisao nešto i dao odgovor. A ponekad su mi bili potrebni sati ili čak dani da dobijem isti odgovor... Morao sam mnogo da radim.
 Godine 1921, postao je strani član Poljske akademije učenja, a 1937. inostrani član Kraljevske holandske akademije nauka i umetnosti. Godine 1938, učestvovao je u radu Međunarodnog komiteta sastavljenog za organizovanje međunarodnih kongresa za jedinstvo nauke.
On je umro 1951. godine u Parizu posle duge bolesti.

## Publikacije
- Cartan, Élie (1894), Sur la structure des groupes de transformations finis et continus, Thesis, Nony
- Cartan, Élie (1899), „Sur certaines expressions différentielles et le problème de Pfaff”, Annales Scientifiques de l'École Normale Supérieure, Série 3 (на језику: French), Paris: Gauthier-Villars, 16: 239—332, ISSN 0012-9593, JFM 30.0313.04, doi:10.24033/asens.467
- Leçons sur les invariants intégraux, Hermann, Paris, 1922
- La Géométrie des espaces de Riemann, 1925
- Leçons sur la géométrie des espaces de Riemann, Gauthiers-Villars, 1928
- La théorie des groupes finis et continus et l'analysis situs, Gauthiers-Villars, 1930
- Leçons sur la géométrie projective complexe, Gauthiers-Villars, 1931
- La parallelisme absolu et la théorie unitaire du champ, Hermann, 1932
- Les Espaces Métriques Fondés sur la Notion d'Arie, Hermann, 1933[7]
- La méthode de repère mobile, la théorie des groupes continus, et les espaces généralisés, 1935[8]
- Leçons sur la théorie des espaces à connexion projective, Gauthiers-Villars, 1937[9]
- La théorie des groupes finis et continus et la géométrie différentielle traitées par la méthode du repère mobile, Gauthiers-Villars, 1937[10]
- Cartan, Élie (1981) [1938], The theory of spinors, New York: Dover Publications, ISBN 978-0-486-64070-9, MR 631850[11][12]
- Les systèmes différentiels extérieurs et leurs applications géométriques, Hermann, 1945[13]
- Oeuvres complètes, 3 parts in 6 vols., Paris 1952 to 1955, reprinted by CNRS 1984:[14]
  - Part 1: Groupes de Lie (in 2 vols.), 1952
  - Part 2, Vol. 1: Algèbre, formes différentielles, systèmes différentiels, 1953
  - Part 2, Vol. 2: Groupes finis, Systèmes différentiels, théories d'équivalence, 1953
  - Part 3, Vol. 1: Divers, géométrie différentielle, 1955
  - Part 3, Vol. 2: Géométrie différentielle, 1955
- Élie Cartan and Albert Einstein: Letters on Absolute Parallelism, 1929–1932 / original text in French & German, English trans. by Jules Leroy & Jim Ritter, ed. by Robert Debever, Princeton University Press, 1979[15]

## Literatura
- M.A. Akivis & B.A. Rosenfeld (1993) Élie Cartan (1869–1951). ISBN 0-8218-4587-X., translated from Russian original by V.V. Goldberg, American Mathematical Society .
- Shiing-Shen Chern (1994) Book review: Elie Cartan by Akivis & Rosenfeld Bulletin of the American Mathematical Society 30(1)
- Chern, Shiing-Shen; Chevalley, Claude (1951). „Élie Cartan and his mathematical work”. Bulletin of the American Mathematical Society. 58 (2): 217—250. doi:10.1090/s0002-9904-1952-09588-4 .
- Gronwald, F.; Hehl, F. W. (1996). „On the Gauge Aspects of Gravity”. arXiv:gr-qc/9602013 .
- Hammond, Richard T (2002-03-27). „Torsion gravity”. Reports on Progress in Physics. 65 (5): 599—649. Bibcode:2002RPPh...65..599H. ISSN 0034-4885. doi:10.1088/0034-4885/65/5/201.
- Hehl, F. W. (1973). „Spin and torsion in general relativity: I. Foundations”. General Relativity and Gravitation. 4 (4): 333—349. Bibcode:1973GReGr...4..333H. ISSN 0001-7701. S2CID 120910420. doi:10.1007/bf00759853.
- Hehl, F. W. (1974). „Spin and torsion in general relativity II: Geometry and field equations”. General Relativity and Gravitation. 5 (5): 491—516. Bibcode:1974GReGr...5..491H. ISSN 0001-7701. S2CID 120844152. doi:10.1007/bf02451393.
- Hehl, Friedrich W.; von der Heyde, Paul; Kerlick, G. David (1974-08-15). „General relativity with spin and torsion and its deviations from Einstein's theory”. Physical Review D. 10 (4): 1066—1069. Bibcode:1974PhRvD..10.1066H. ISSN 0556-2821. doi:10.1103/physrevd.10.1066.
- Kleinert, Hagen (2000). „Nonholonomic Mapping Principle for Classical and Quantum Mechanics in Spaces with Curvature and Torsion”. General Relativity and Gravitation. 32 (5): 769—839. Bibcode:2000GReGr..32..769K. ISSN 0001-7701. S2CID 14846186. arXiv:gr-qc/9801003 . doi:10.1023/a:1001962922592.
- Kuchowicz, Bronisław (1978). „Friedmann-like cosmological models without singularity”. General Relativity and Gravitation. 9 (6): 511—517. Bibcode:1978GReGr...9..511K. ISSN 0001-7701. S2CID 118380177. doi:10.1007/bf00759545.
- Lord, E. A. (1976). "Tensors, Relativity and Cosmology" (McGraw-Hill).
- Petti, R. J. (1976). „Some aspects of the geometry of first-quantized theories”. General Relativity and Gravitation. 7 (11): 869—883. Bibcode:1976GReGr...7..869P. ISSN 0001-7701. S2CID 189851295. doi:10.1007/bf00771019.
- Petti, Richard J. (1986). „On the local geometry of rotating matter”. General Relativity and Gravitation. 18 (5): 441—460. Bibcode:1986GReGr..18..441P. ISSN 0001-7701. S2CID 120013580. doi:10.1007/bf00770462.
- Petti, R J (2006-01-12). „Translational spacetime symmetries in gravitational theories”. Classical and Quantum Gravity. 23 (3): 737—751. Bibcode:2006CQGra..23..737P. ISSN 0264-9381. S2CID 118897253. arXiv:1804.06730 . doi:10.1088/0264-9381/23/3/012.
- Petti, R. J. (2021). „Derivation of Einstein–Cartan theory from general relativity”. International Journal of Geometric Methods in Modern Physics. 18 (6): 2150083—2151205. Bibcode:2021IJGMM..1850083P. S2CID 119218875. arXiv:1301.1588 . doi:10.1142/S0219887821500833.
- Poplawski, Nikodem J. (2009). „Spacetime and fields”. arXiv:0911.0334  [gr-qc].
- de Sabbata, V. and Gasperini, M. (1985). "Introduction to Gravitation" (World Scientific).
- de Sabbata, V. and Sivaram, C. (1994). "Spin and Torsion in Gravitation" (World Scientific).
- Shapiro, I.L. (2002). „Physical aspects of the space–time torsion”. Physics Reports. 357 (2): 113—213. Bibcode:2002PhR...357..113S. ISSN 0370-1573. S2CID 119356912. arXiv:hep-th/0103093 . doi:10.1016/s0370-1573(01)00030-8.
- Trautman, Andrzej (1973). „Spin and Torsion May Avert Gravitational Singularities”. Nature Physical Science. 242 (114): 7—8. Bibcode:1973NPhS..242....7T. ISSN 0300-8746. doi:10.1038/physci242007a0.
- Trautman, Andrzej (2006). „Einstein–Cartan Theory”. arXiv:gr-qc/0606062 .

## Spoljašnje veze
Engleski prevodi nekih njegovih knjiga i članaka: